# تیم ملی بسکتبال زنان آندورا
تیم ملی بسکتبال زنان آندورا، نماینده آندورا در مسابقات بین‌المللی بسکتبال زنان است.